# Truman Capote
Truman Capote, pseudonimo di Truman Streckfus Persons (New Orleans, 30 settembre 1924 – Bel Air, 25 agosto 1984), è stato uno scrittore, sceneggiatore, drammaturgo e attore statunitense.
Molte delle sue opere sono oggi riconosciute come classici della letteratura, fra questi il romanzo Colazione da Tiffany (1958) e il romanzo ispirato a una storia vera A sangue freddo (1966), che l'autore stesso definì un romanzo verità. Almeno 20 film e episodi di serie TV sono basati sui romanzi, racconti e opere teatrali di Capote. 
Capote superò un'infanzia segnata dal divorzio dei genitori, una lunga assenza da parte della madre e diversi traslochi. Scoprì la sua vocazione alla scrittura all'età di otto anni, e fino alla fine dell'infanzia affinò la sua abilità di scrittore. Il successo di critica ottenuto dal racconto Miriam (1945) attrasse l'attenzione dell'editore Bennett Cerf della Random House, che gli offrì un contratto per scrivere il romanzo Altre voci, altre stanze (1948). 
Capote raggiunse l'apice della notorietà con A sangue freddo, un reportage giornalistico sull'omicidio di una famiglia di agricoltori del Kansas avvenuto nella loro abitazione. Capote impiegò sei anni per scrivere il libro aiutato dall'amica di tutta una vita, Harper Lee, scrittrice anch'ella e autrice del romanzo Il buio oltre la siepe (1960). Divenuto un classico nella cultura popolare, A sangue freddo fu il punto massimo della carriera letteraria di Capote e anche l'ultimo libro completo da lui pubblicato. Negli anni '70 mantenne il suo status di celebrità apparendo in talk show televisivi.

## Biografia
Figlio di Archulus Persons e Lillie Mae, dopo il divorzio dei genitori, dall'età di sei anni, crebbe a Monroeville, in Alabama, in casa di parenti. La madre gli faceva visita occasionalmente e capitava che lo portasse con sé durante gli incontri con i propri amanti, chiudendolo a chiave, al buio, in una stanza d'albergo. Il padre, uno sconclusionato sempre alla ricerca di una facile ricchezza, non diede più sue notizie, facendo la sua ricomparsa solo molti anni dopo, quando Truman era già lo scrittore più famoso degli Stati Uniti d'America, chiedendo soldi e regali. Il piccolo Truman visse una terribile infanzia, con l'unico conforto dell'affetto della cugina Sook e dell'amica Harper Lee, che diventerà famosa con la pubblicazione del libro Il buio oltre la siepe, vincitrice del Premio Pulitzer, romanzo in cui Truman appare ritratto nel bambino Dill.

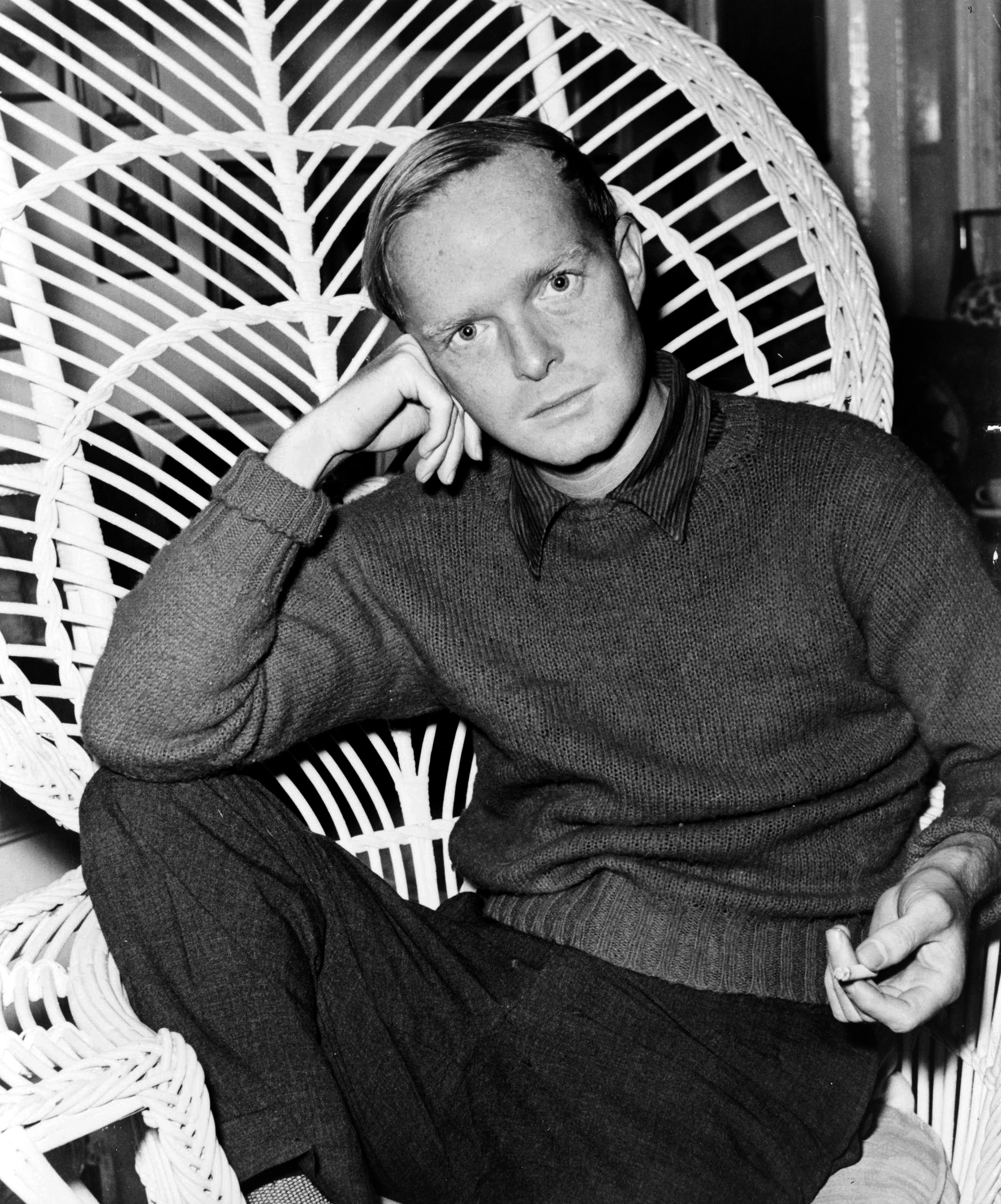
Truman Capote nel 1959

Studente molto dotato, Truman venne sistematicamente isolato e deriso a causa dei suoi modi effeminati e della sua prorompente fantasia, caratteristiche certamente poco apprezzate in uno stato del Sud, con l'unica eccezione della sua insegnante di inglese del college. Leggeva qualsiasi cosa gli capitasse tra le mani e all'età di dodici anni aveva già una conoscenza letteraria degna di un adulto colto, vincendo tutti i premi letterari scolastici esistenti.
Trasferitosi a New York in seguito al secondo matrimonio della madre, che disprezzava apertamente, e assunto per dispetto il cognome del patrigno, Joe Capote, Truman si impiegò come fattorino presso la nota rivista letteraria New Yorker pur di cominciare a frequentare il mondo del giornalismo. Presentatosi ad un convegno come inviato della rivista, provocò involontariamente l'ira del famoso poeta Robert Frost che, protestando con il direttore del New Yorker, fece licenziare in tronco Truman.
Pubblicò alcuni racconti su Harper's Bazaar e cominciò a scrivere per il Southern Gothic Novelist, che contribuì a costruirne il mito, alimentando la sua fama di personaggio contemporaneamente piacevole e arrogante. Il racconto Miriam, pubblicato su una rivista femminile, gli decretò un insperato successo. Da allora iniziò a frequentare i salotti mondani di New York, vestendo i panni dell'intellettuale dandy e divenendo ben presto amico di famosi personaggi, tra cui Jackie Kennedy, Humphrey Bogart, Ronald Reagan, Andy Warhol e Tennessee Williams. Un carattere difficile ed irriverente aggravato, agli occhi della società, da una mai nascosta omosessualità, lo portarono per tutta la vita sempre ai limiti dell'eccesso.
A imporlo definitivamente come scrittore furono il primo romanzo, Altre voci, altre stanze (1948), storia gotica sull'ambiguità, descritta da Capote come "tentativo di esorcizzare i demoni", e il secondo romanzo Colazione da Tiffany. Nel 1954 scrisse, assieme al musicista Harold Arlen, la sceneggiatura e i testi delle canzoni per il musical House of Flowers.
Un fatto di cronaca nera, l'assassinio di un'intera famiglia avvenuto nelle campagne del Kansas, lo colpì tanto da spingerlo a fare lunghe ricerche e a lavorare per sei anni a quella che sarebbe diventata la più celebre delle sue opere, A sangue freddo (1966), uscita a puntate sul New Yorker. Lo scritto voleva essere, nelle intenzioni dell'autore, il capostipite di un nuovo genere letterario, il "romanzo verità", e la sua stesura incise su Truman Capote al punto da fargli dire che "nella mia vita nulla sarà più come prima".
In una famosa intervista successiva, Capote affermò che in uno dei due giovani assassini protagonisti del fatto egli aveva intravisto chi sarebbe stato se non avesse intrapreso una vita diversa, uscendo dalla propria triste infanzia dalla porta principale piuttosto che da quella sul retro, come invece accadde per l'omicida, accomunato allo scrittore da molti aspetti: la madre alcolizzata, il padre assente, la solitudine, l'abbandono affettivo e il disprezzo della gente. Il ballo in maschera al Plaza Hotel, il "Ballo in Bianco e Nero", con cui Capote festeggiò l'ultima puntata del romanzo, venne riportato in prima pagina da tutti i giornali e divenne subito un evento-icona; per diverso tempo lo scrittore tenne banco sulle prime pagine dei quotidiani, fianco a fianco agli articoli sui summit Stati Uniti-Unione Sovietica e alle principali notizie di cronaca mondiale.
Nel 1971 il poeta Kenwald Elmslie e il musicista Claibe Richardson sceneggiarono il romanzo autobiografico L'arpa d'erba in un musical, con Barbara Cook, Carol Brice, Karen Morrow e Nancy Polignani, riscuotendo però un magro successo. Per anni Capote lavorò ad un nuovo romanzo, Preghiere esaudite, che sarebbe rimasto incompiuto; nell'intento dell'autore esso avrebbe dovuto condensare tutto ciò che aveva osservato vivendo a contatto col jet set. 
Se A sangue freddo resta l'opera più nota di Capote, Preghiere esaudite, pubblicato postumo, ne rappresenta significativamente la parabola discendente. Concepito come un'opera di ispirazione proustiana, un grande affresco del "regno del nulla" rappresentato dalle vicende meschine e fin troppo umane dei divi del jet set newyorchese, in realtà il romanzo costò a Truman l'amicizia di tutti i suoi ricchi amici, con pochissime eccezioni. Da quel momento Capote scivolò in una spirale senza via d'uscita di alcolismo e tossicodipendenza.
"Sono un alcolizzato. Sono un tossicomane. Sono un omosessuale. Sono un genio". Questa dichiarazione appartiene all'ultimo capitolo, "Rigiramenti notturni ossia l'esperienza sessuale di due gemelli siamesi", del libro Musica per Camaleonti. La sua esistenza estetizzante e distruttiva ne fa un Oscar Wilde contemporaneo o, come ha scritto James Michener, "Il Thomas Chatterton moderno: senza dubbio brillante, senza dubbio incandescente, senza dubbio maledetto".
L'ultimo periodo della sua vita fu contrassegnato da relazioni fallimentari con uomini che ebbero come unico fine il suo denaro; Truman, ormai intossicato dai sonniferi, sviluppò una grave forma di epilessia, che unita all'abuso di superalcolici ne compromise velocemente la salute. Ritiratosi dal bel mondo, rinnegato dai divi della high society, sfruttato dagli amanti e abbandonato da Jack Dunphy, il compagno di sempre, Capote passava intere settimane a letto, a bere e dormire. Venne ricoverato varie volte in ospedale a New York e intraprese due percorsi di disintossicazione che non sortirono effetti apprezzabili a lungo termine. 

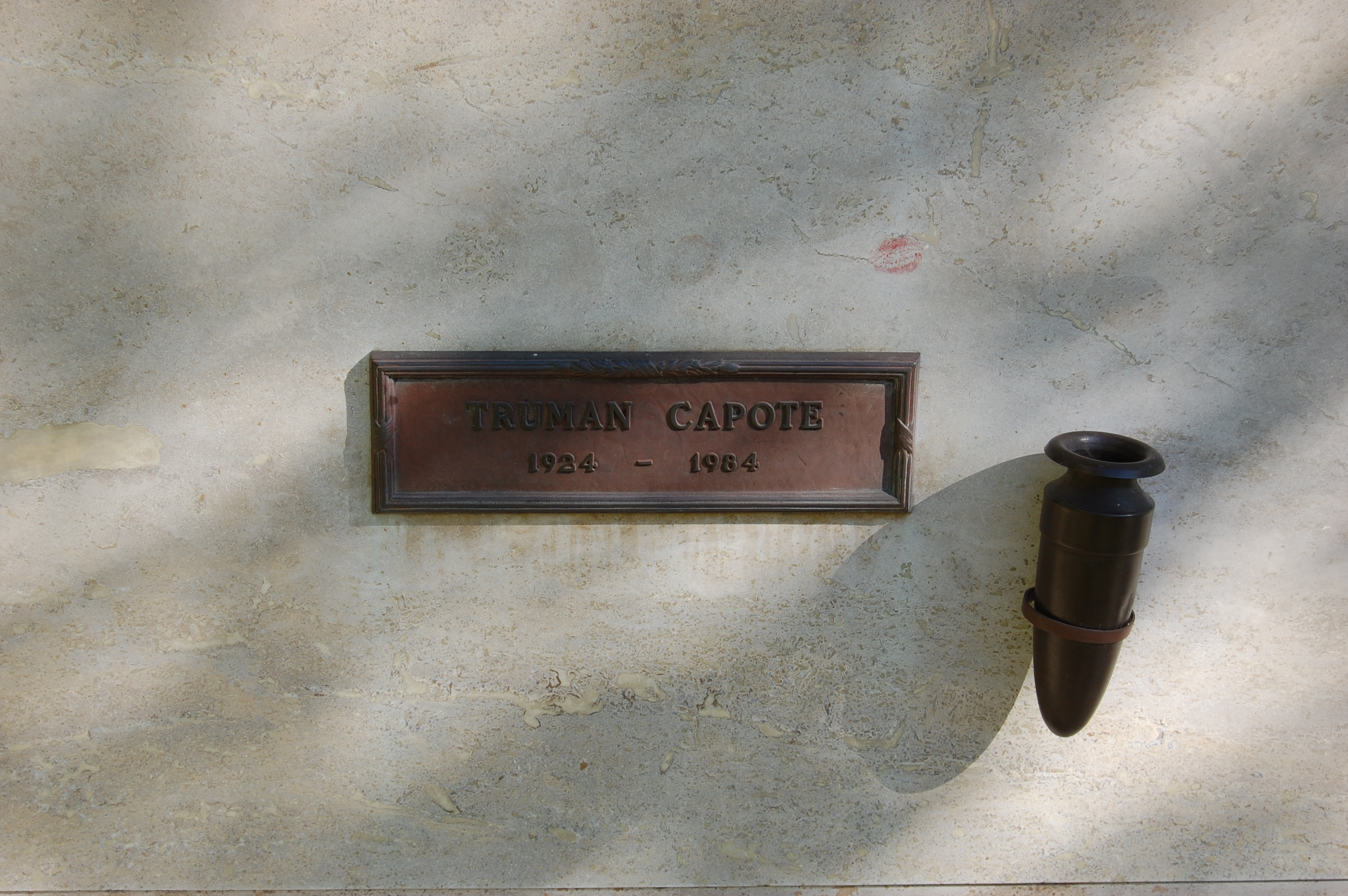
La tomba di Truman Capote al Westwood Village Memorial Park Cemetery

Truman Capote morì per una cirrosi epatica il 25 agosto 1984, mentre si trovava a Bel Air, ospite della fedele amica Joanne Carson (ex moglie di Johnny Carson), poco più di un mese prima del suo sessantesimo compleanno. Dopo la cremazione, seguendo le volontà dello stesso Capote, che adorava fare una vita in entrambe le coasts degli Stati Uniti, le ceneri vennero divise in conservazione privata tra Joanne Carson, a Los Angeles, e il compagno Jack Dunphy, a New York. Nel 1988, dopo un misterioso furto con spontanea restituzione, Joanne Carson acquistò un loculo di colombario al Westwood Memorial Park, e vi depose la maggior parte della sua quantità di ceneri, conservandone però ancora una parte. Nell'estate del 1994, con Dunphy morto da poco più di due anni, la parte newyorchese delle ceneri di Capote venne sparsa da alcuni amici, assieme alle ceneri del compagno, nel lago Crooked Pond di Southampton (in loco vi è una lapide dedicata ai due).

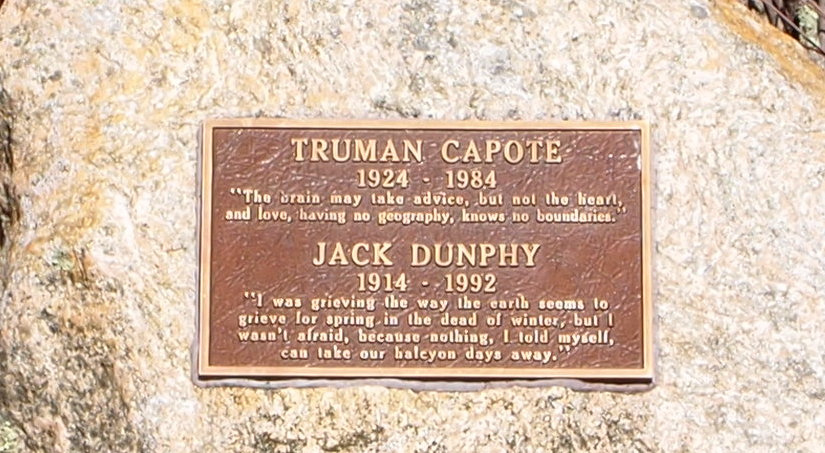
Lapide di Truman Capote e Jack Dunphy presso il lago di Crooked Pond

Joanne Carson invece custodì fino alla morte, nel maggio 2015, la sua parte rimanente delle ceneri di Capote, in una teca di legno intarsiata alla giapponese (le sue ceneri sono poi state tumulate al Westwood nello stesso loculo di Capote). Nell'agosto 2016 la parte di ceneri nella teca intarsiata fu messa all'asta a Los Angeles con una base di 2 000 dollari; il compratore, un collezionista anonimo, se l'aggiudicò per 43 750 dollari.

## Nella cultura di massa
Alla travagliata e controversa stesura di A sangue freddo è dedicato il film Truman Capote - A sangue freddo (2005) di Bennett Miller, nel quale lo scrittore è impersonato da Philip Seymour Hoffman che, per la sua interpretazione, ha ricevuto numerosi premi, tra cui il Golden Globe e il Premio Oscar.
Nel 2006 è stato presentato un altro film su Truman Capote, Infamous - Una pessima reputazione di Douglas McGrath con Toby Jones nel ruolo di Capote, il premio Oscar Sandra Bullock nel ruolo di Harper Lee, Sigourney Weaver nel ruolo di Babe Paley, Daniel Craig come Perry Smith e il premio Oscar Gwyneth Paltrow nel ruolo della cantante Dean Kitty.
Nel film del 1976, Invito a cena con delitto (Murder by Death), diretto da Robert Moore, Capote interpreta Lionel Twain, un enigmatico e stravagante milionario.

## Opere

### Racconti e romanzi
- Altre voci, altre stanze (Other Voices, Other Rooms, 1948), trad. Bruno Tasso, Garzanti, Milano, 1949 ISBN 88-11-66982-0 ISBN 88-11-66828-X.
- Un albero di notte (A Tree of Night and Other Stories, 1949), trad. Bruno Tasso, Collana Nuova Serie Vespa Blu Scrittori stranieri n.24, Garzanti, Milano, 1950.
- Incontro d'estate: romanzo (Summer Crossing, scritto intorno al 1949, ritrovato e pubblicato postumo nel 2005), trad. Stefania Cherchi, Garzanti, Milano, 2006, ISBN 88-11-68572-9.
- Colore locale (Local Color, Random House, 1950), trad. Bruno Tasso, Garzanti, Milano, 1954.
- L'arpa d'erba: romanzo (The Grass Harp, 1951), trad. Bruno Tasso, Garzanti, Milano, 1953 ISBN 88-11-66748-8 ISBN 88-11-67002-0.
- Si sentono le Muse (The Muses are Heard, 1956), trad. Bruno Tasso, Garzanti, Milano, 1958.
- Colazione da Tiffany (Breakfast at Tiffany's, 1958), trad. Bruno Tasso, Garzanti, Milano, 1959.ISBN 88-11-66669-4 ISBN 88-11-67837-4 ISBN 978-88-11-67837-3 ISBN 978-88-11-68345-2; TEA, Milano, 1997 ISBN 88-7818-181-1; L'Epresso-La Repubblica, Roma, 2002 ISBN 84-8130-509-X.
  - Nuova traduzione di Vincenzo Mantovani, Collana La Biblioteca della Spiga, Garzanti, Milano, 2016.
- Fra i sentieri dell'Eden. Scritti scelti dell'autore (Selected Writings of Truman Capote, 1963), Introduzione di Mark Schorer, trad. Bruno Tasso e Paola Francioli, Collana Racconti moderni, Garzanti, Milano, 1963.
- A sangue freddo: romanzo (In Cold Blood, 1965), trad. Mariapaola Ricci Dettore, Garzanti, Milano, 1ª edizione aprile 1966; Collana Garzanti per tutti: Romanzi e realtà n. 185, Garzanti 1969; Collana i Garzanti, 1975; ISBN 88-11-66867-0 ISBN ISBN 88-11-66688-0 ISBN 88-11-68311-4 ISBN 978-88-11-68311-7; Introduzione di Vincenzo Mantovani, Collana Oscar Mondadori n.1891, Milano 1981-1986; 1990 («Oscar narrativa» 812).
  - Nuova traduzione di Alberto Rollo, Collana La Biblioteca della Spiga, Garzanti, Milano, 2019.
- Il giorno del Ringraziamento e altri racconti (The Thanksgiving Visitor, 1969), trad. Mariapaola Ricci Dettore e Bruno Tasso, Collana Romanzi moderni, Garzanti, Milano, 1969; La Repubblica, Roma, 1997; L'Espresso-La Repubblica, Roma, 2008.
- (in collaborazione con Eleanor e Frank Perry) Trilogia. Miriam, Fra i sentieri dell'Eden, Un ricordo di Natale, Garzanti, Milano, 1972.
- I cani abbaiano: personaggi noti e luoghi segreti (The Dogs Bark, 1973), trad. Mariapaola Dettore, Bruno Tasso e Paola Francioli, Garzanti, Milano, 1976, ISBN 88-11-60041-3.
- Musica per camaleonti (Music for Chameleons, Random House, 1980), trad. Maria Paola Dettore, Collana Narratori moderni, Garzanti, Milano, 1981, ISBN 88-11-66738-0 ISBN 88-11-66983-9 ISBN 88-11-68309-2
- Preghiere esaudite (Answered Prayers: The Unfinished Novel, 1987, postumo), premessa di Joseph M. Fox, trad. Ettore Capriolo, Garzanti, Milano, 1987, ISBN 88-11-66981-2.
- Un Natale e altri racconti, Collana Gli Elefanti, Garzanti, Milano, 1985.
- I racconti, Garzanti, Milano, 1993 ISBN 88-11-66667-8 ISBN 88-11-68523-0.
- Una casa a Brooklyn Heights (A House on the Heights), traduzione di Paola Francioli, Introduzione di George Plimpton, Milano, Archinto, 2007, ISBN 978-88-7768-475-2.
- Dove comincia il mondo. I primi racconti, traduzione di Vincenzo Mantovani, Collana La Biblioteca della Spiga, Milano, Garzanti, 2016, ISBN 978-88-11-67074-2.
- Bare intagliate a mano, traduzione di Marco Rossari, Collana I libri della spiga, Milano, Garzanti, 2024, ISBN 9788811815983

### Opere raccolte
- Romanzi e racconti, a cura di Gigliola Nocera, Introduzione di Alberto Arbasino, Collana I Meridiani, Milano, Mondadori, 1999, ISBN 978-88-04-45809-8.
- La forma delle cose. Tutti i racconti (The Complete Stories of Truman Capote, a cura di Reynolds Price, 2004), Collana Nuova Biblioteca, Garzanti, Milano, 2007, ISBN 978-88-11-68326-1.
- Ritratti e osservazioni. Tra giornalismo e letteratura (Portraits and Observations: The Essays of Truman Capote, 2007), Collana Nuova Biblioteca, Milano, Garzanti, 2008, ISBN 978-88-11-68350-6.

### Conversazioni
- Pati Hill, Intervista con Truman Capote, trad. Irene Duranti, introduzione di Filippo La Porta, Minimum fax, Roma, 1999, ISBN 88-86-568-71-1.
- Il Duca nel suo dominio. Intervista a Marlon Brando, traduzione di Pier Francesco Paolini, a cura di Gigliola Nocera, Collana Oscar Piccola Biblioteca n.392, Milano, Mondadori, 2004, ISBN 88-04-53805-8.
- Lawrence Grobel, Colazione da Truman. Incontri con Capote (Conversations with Capote), traduzione di Lucio Carbonelli, Prefazione di James Albert Michener, Roma, Minimum Fax, 2007-2023, ISBN 978-88-7521-123-3. ISBN 978-88-338-9489-8.

### Epistolari
- Delizie e crudeltà. Lettere 1959-1982 (Too Brief a Treat: The Letters of Truman Capote, 2004), traduzione di Filippo Balducci, a cura di Gerald Clarke, prefazione di Piero Gelli, Milano, Archinto, 2006, ISBN 88-7768-471-2.
- È durata poco la bellezza. Tutte le lettere di Capote, traduzione di Filippo Balducci, Francesca Cristoffanini e Giuseppe Maugeri, a cura di Gerald Clarke, Collana Saggi, Milano, Garzanti, 2021, ISBN 978-88-118-1247-0.

## Filmografia correlata
- Stazione Termini (1953) di Vittorio De Sica
- Il tesoro dell'Africa (1953)
- Colazione da Tiffany (1961) di Blake Edwards che ottenne 5 candidature ai Premi Oscar
- Suspense (1961) con Deborah Kerr
- ABC Stage 67 – serie TV, episodio 1x14 (1966, anche attore)
- The Thanksgiving visitor (1967, anche attore)
- Laura, regia di John Llewellyn Moxey (1968)
- Truman Capote: la corruzione, il vizio e la violenza (1972)
- Invito a cena con delitto (1976, attore)
- Truman Capote - A sangue freddo (2005)
- Infamous - Una pessima reputazione (2006)
- Feud, stagione 2 (2024)